# Atlas de Genética y Citogenética en Oncología y Hematología
El Atlas de Genética y Citogenética en Oncología y Hematología, creado en 1997 por Jean-Loup Huret (con la bioinformática de Philippe Dessen) es una colección de recursos sobre genes, anomalías cromosómicas, leucemias, tumores sólidos y enfermedades propensas al cáncer. Se puede acceder a ella a través de Internet y está compuesta por archivos de tipo enciclopédico, así como por resúmenes tradicionales, enlaces a sitios web y bases de datos dedicados al cáncer y/o la genética, e informes de casos en hematología. También incluye material didáctico en varios idiomas.
Partiendo primero de la citogenética en los años noventa, el Atlas combina ahora diferentes tipos de conocimiento en un solo sitio web: los genes y su función, la biología celular (por ejemplo, la apoptosis), los datos patológicos, las enfermedades y sus implicaciones clínicas, la citogenética, pero también la genética médica, con los trastornos hereditarios asociados a un mayor riesgo de cáncer. Esto da una visión más amplia y global de la genética del cáncer, mientras que estos datos suelen estar dispersos. Dan van Dyke dijo que "se trata de una ventanilla única que unifica la información sobre genética del cáncer", y Lidia Larizza dijo que el Atlas era un "recurso interdisciplinario". Felix Mitelman dijo "Esta colección sistemática de aberraciones citogenéticas y genéticas (...) el resultado molecular (...) y las consecuencias clínicas (....) se ha convertido en una obra enciclopédica verdaderamente monumental de gran importancia"; Janet Rowley dijo "En el futuro, sin duda, me apoyaré en su página web en lugar de intentar mantenerme al día con la literatura por mí misma"
Se pueden obtener más datos en el sitio de la asociación encargada del Atlas.
El Atlas forma parte del proyecto del genoma y participa en la investigación sobre la epidemiología del cáncer. Se puede acceder al Atlas por: investigadores en citogenética, biología molecular, biología celular; clínicos, hematólogos, citogenistas, patólogos, de los hospitales universitarios, de hecho, pero también de hospitales generales donde el Atlas es uno de los raros recursos gratuitos. Los jóvenes doctores en hematología u oncología, son también los más receptivos al Atlas que ven como una herramienta de formación y educación; Estudiantes en medicina y ciencias de la vida.
El Atlas cuenta con el apoyo financiero de sociedades científicas, organizaciones benéficas y donaciones individuales.
En 2018, Jesús María Hernández Rivas (Salamanca, España) y Paola Dal Cin (Boston, Massachusetts) se unieron a Jean-Loup Huret como coeditores en jefe, y en abril de 2021 Alessandro Beghini (Milán, Italia) y João Agostinho Machado-Neto (São Paulo, Brasil) sustituyen a Jean-Loup Huret. "Después de 25 años construyendo el Atlas día tras día, Jean-Loup Huret y Philippe Dessen se tomarán un pequeño descanso", se dice en la página web.
En 2019, contiene artículos de revisión sobre 1.560 genes, 780 artículos sobre leucemias, 220 sobre tumores sólidos, y 110 sobre enfermedades hereditarias con tendencia al cáncer y 120 "Deep Insights" sobre temas relacionados, 63.000 enlaces internos y 744.000 enlaces externos. Esto representa 45.000 "páginas web" (es decir, unas 200.000 páginas impresas). Más de 3.700 autores han contribuido o están contribuyendo (1.130 norteamericanos, 400 franceses, 300 italianos, 200 japoneses, 180 españoles, 170 alemanes, 160 ingleses, 140 chinos, etc.) Incluye una iconografía de unas 35.000 imágenes.
El Atlas también es publicado como una revista científica por el Centro Nacional para la Investigación Científica (CNRS), y es ahora referenciado por Scopus et Embase.